# Soyuz TMA-4

Soyuz TMA-4 fue una misión espacial Soyuz  (en ruso Союз ТМА-4)  que fue lanzada el 19 de abril de 2004 en una  Soyuz FG desde la  Plataforma Gagarin  del Cosmódromo de Baikonur el 19 de abril de 2004 y regreso el 24 de octubre de 2004. Fue el cuarto vuelo de una Soyuz TMA a la EEI y el octavo vuelo de una soyuz a la estación internacional.

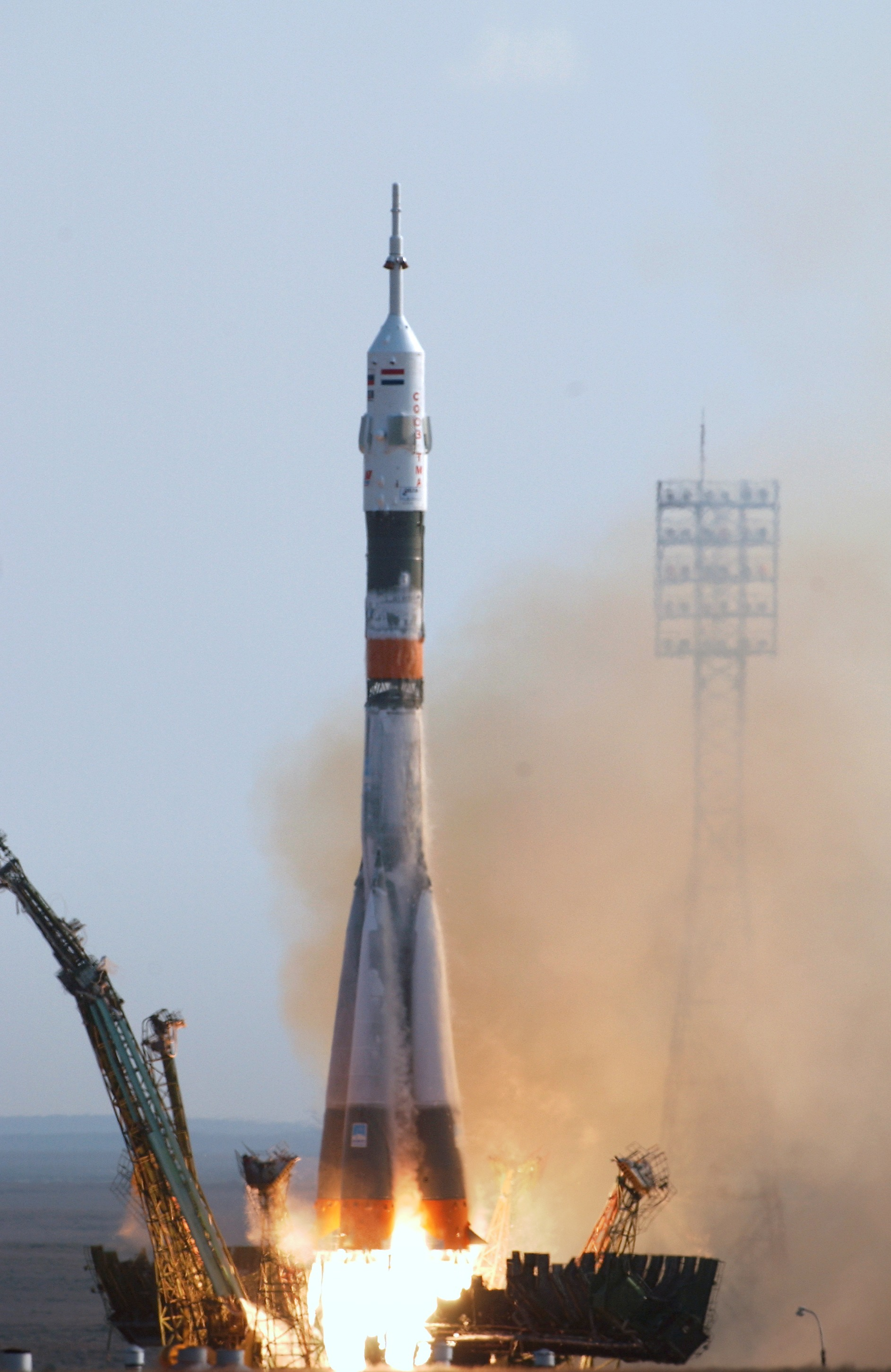
Lanzamiento del Soyuz TMA-4.

## Tripulación

### Tripulantes lanzados y aterrizadosEEIExpedición 9
- Gennady Padalka (2) -  Rusia
- Edward Fincke (1) -  Estados Unidos

### Lanzados
- André Kuipers (1) - ESA  Países Bajos

### Aterrizados
- Yuri Shargin (1) -  Rusia

### Maniobras al EEI
- Arribo al ISS: 21 de abril de 2004, 05:01 UTC (al puerto nadir de Zaryá)
- Partida del ISS: 23 de octubre de 2004, 21:08 UTC (del puerto nadir de Zaryá)

## Misión
Gennady Padalka de Rusia, Michael Fincke de Estados Unidos y André Kuipers de Países Bajos volaron a la EEI. Kuipers retornó a la Tierra 9 días más tarde junto con la tripulación ISS 8 con el módulo de reentrada de la Soyuz TMA-3, los otros dos permanecieron como la tripulación ISS 9. La Soyuz TMA-4 permanecerá hasta el siguiente cambio de tripulación.
La Soyuz TMA-4 es una nave espacial tripulada rusa que fue lanzada con un cohete Soyuz-FG de Baikonur a las 3.19 UT del 19 de abril de 2004. Llevaba tres astronautas (un ruso, un norteamericano y un holandés) a la Estación Espacial Internacional (EEI) y acoplado con el módulo Zaryá de la EEI automáticamente el 21 de abril a las 5.01 UT. Dos de sus astronautas permanecieron en la EEI por seis meses, mientras el tripulante holandés y los dos restantes astronautas que venían habitando la EEI por varios meses desde el 29 de abril con la TMA-3 y permanecido acoplado a la EEI, aterrizaron suavemente en Kazajistán a las 00.11 del 30 de abril. 
La Expedición 10, Leroy Chiao EE. UU. y Salijan Sharipov Rusia se preparaba para reemplazar a la Expedición 9, Gennady Padalka-Cdr Rusia y Edward Fincke-EE. UU. el 16 de octubre de 2004.
Véase también:
- Transbordador espacial
- Transbordador espacial Atlantis
- Lista de misiones tripuladas al espacio ordenadas alfabéticamente por programa